# Copa de Liechtenstein de 2022-23
La Copa de Liechtenstein 2022-23 (Conocida como FL1 Aktiv Cup por ser patrocinada por la empresa de telecomunicaciones Telecom Liechtenstein) fue la edición número 78 de la única competencia de carácter nacional organizada por la Asociación de Fútbol de Liechtenstein (L. F. V.).
El torneo empezó el 8 de agosto de 2022 con la ronda preliminar y finalizó el 17 de mayo de 2023 con la final.
El equipo campeón garantizó un cupo en la Liga Europa Conferencia de la UEFA 2023-24.
El FC Vaduz se coronó campeón tras vencer al FC Balzers, en la final, con marcador de 4-0 y de esa manera obtuvo su título número 49.

## Equipos participantes
| Challenge League 2022-23 (2) | 1. Liga 2022–23 (4) | 2. Liga Interregional 2022–23 (5) | 2. Liga 2022–23 (6) | 3. Liga 2022–23 (7)                                                                           | 4. Liga 2022–23 (8)                                                    | 5. Liga 2022–23 (9)                                 |
| - FC Vaduz                   | - USV Eschen/Mauren | - FC Balzers                      | - FC Vaduz II       | - FC Balzers II - USV Eschen/Mauren II - FC Ruggell - FC Schaan - FC Triesen - FC Triesenberg | - USV Eschen/Mauren III - FC Ruggell II - FC Triesen II - FC Vaduz III | - FC Schaan II - FC Triesenberg II - FC Triesen III |

## Rondas previas

### Primera ronda
El partido se jugó el 8 de agosto de 2022.
| Local              | Resultado | Visitante                 | Fecha               | Estadio              |
| ------------------ | --------- | ------------------------- | ------------------- | -------------------- |
| FC Triesen III (9) | 0–5       | USV Eschen/Mauren III (8) | 8 de agosto de 2022 | Sportanlage Blumenau |

### Segunda ronda
Los partidos se jugaron entre 16 y 31 de agosto de 2022.
| Local                    | Resultado      | Visitante                 | Fecha                | Estadio                 |
| ------------------------ | -------------- | ------------------------- | -------------------- | ----------------------- |
| FC Vaduz III (8)         | 1–6            | FC Schaan (7)             | 16 de agosto de 2022 | Rheinpark Stadion       |
| FC Ruggell II (8)        | 1–1 (4-5 pen.) | FC Vaduz II (6)           | 16 de agosto de 2022 | Freizeitpark Widau      |
| FC Triesenberg (7)       | 5–3            | FC Triesen (7)            | 16 de agosto de 2022 | Sportanlage Leitawies   |
| USV Eschen/Mauren II (7) | 0–9            | FC Balzers (5)            | 16 de agosto de 2022 | Sportpark Eschen-Mauren |
| FC Ruggell (7)           | 1–4            | USV Eschen/Mauren (4)     | 17 de agosto de 2022 | Freizeitpark Widau      |
| FC Schaan II (9)         | 3–7            | USV Eschen/Mauren III (8) | 17 de agosto de 2022 | Sportplatz Rheinwiese   |
| FC Triesenberg II (9)    | 1–4            | FC Balzers II (7)         | 17 de agosto de 2022 | Sportanlage Leitawies   |
| FC Triesen II (8)        | 0–18           | FC Vaduz (2)              | 31 de agosto de 2022 | Sportanlage Blumenau    |

## Etapas finales

### Cuartos de final
Los cuartos de final se sortearon el 1 de septiembre de 2022. Debido a que el FC Vaduz se clasificó para la fase de grupos de la UEFA Europa Conference League, su partido contra el USV Eschen Mauren III fue reprogramado y tuvo lugar durante el parón internacional.
| Local                     | Resultado | Visitante             | Fecha                    | Estadio                 |
| ------------------------- | --------- | --------------------- | ------------------------ | ----------------------- |
| USV Eschen/Mauren III (8) | 0–8       | FC Vaduz (2)          | 20 de septiembre de 2022 | Sportpark Eschen-Mauren |
| FC Balzers II (7)         | 3–2       | FC Schaan (7)         | 11 de octubre de 2022    | Sportplatz Rheinau      |
| FC Vaduz II (6)           | 0–3       | FC Balzers (5)        | 12 de octubre de 2022    | Rheinpark Stadion       |
| FC Triesenberg (7)        | 0–1       | USV Eschen/Mauren (4) | 12 de octubre de 2022    | Sportanlage Leitawies   |

### Semifinales
| Local                 | Resultado  | Visitante      | Fecha               | Estadio                 |
| --------------------- | ---------- | -------------- | ------------------- | ----------------------- |
| FC Balzers II (7)     | 0–3        | FC Balzers (5) | 15 de marzo de 2023 | Sportplatz Rheinau      |
| USV Eschen/Mauren (4) | 1–2 (pró.) | FC Vaduz (2)   | 5 de abril de 2023  | Sportpark Eschen-Mauren |

### Final
| 17 de mayo de 2023 | Balzers | 0:4 (0:1) | Vaduz                                                     | Rheinpark Stadion, Vaduz                                 |                                                          |
| 19:00              |         | Reporte   | Gasser 41' · Cicek 70' (pen.) · Traber 77' · Väyrynen 88' | Asistencia: 1.298 espectadores Árbitro(s): David Schärli | Asistencia: 1.298 espectadores Árbitro(s): David Schärli |